# Fotbal Club Farul Constanța (féminines)
Maillots
La section féminine du Farul Constanța est un club féminin de football roumain basé à Constanța.

## Histoire
L'équipe est formée en 2022. Le propriétaire, Gică Hagi, annonce vouloir être champion de Roumanie en deux ans.
En 2022-2023, le Farul remporte le championnat de deuxième division et est promu en Liga I.
Pour sa première saison dans l'élite, le club se qualifie pour la phase de play-offs, puis devance l'Olimpia Cluj, douze fois champion en titre, pour remporter le trophée.

## Palmarès
Championnat de Roumanie (2) :
- Champion en 2023-2024 et 2024-2025

Championnat de Roumanie de deuxième division (1) :
- Champion en 2022-2023